# 하니엘

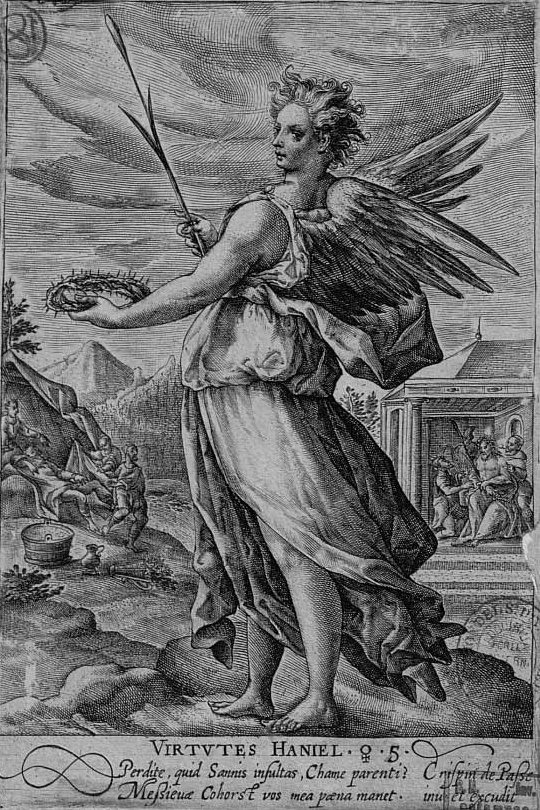
하니엘

하니엘 (Haniel)은 에녹서 등에 말해지는 천사의 하나로, 그 이름은 '신의 영광' '신을 보는 사람'을 의미한다. 아나엘 (Anael), 아니엘 (Aniel), 아리엘 (Ariel), 아녤 (Anyel), 아우피엘 (Aufiel), 하나엘 (Hanael), 하미엘 (Hamiel) 등, 수많은 별명이 있다. 일곱 대천사의 한 명. 하니엘은 권천사와 역천사의 서열을 지배해, 금성, 12월, 천헐궁과 쌍어궁을 지배한다.
신비주의의 10의 생명의 수에서는 제7의 세피로트 (대응 천구는 금성)에 머문다고 여겨진다.
마술에서 하니엘은 총애를 차지하기 위해서 불려 간다. 또, 그는 사랑과 미를 지배하고 있어, 애정, 평화, 조화를 늘리는 주문에 나온다.

## 참고 자료
- A Dictionary of Angels: Including the Fallen Angels. Davidson, Gustav.Free Press. ISBN 0-02-907052-X
- 로즈메리 엘렌 구이리 (저) 오오이데 켄 (역) '그림 해설 천사 백과사전' 원서방 (2006년) ISBN 4562039795

## 같이 보기
- 천사
- 생명나무